# Бутмирска култура
Бутмирска култура је култура млађег неолита која се распростирала на територији данашње централне Босне и заузимала шири простор него Какањска група.

## Археолошка налазишта
Локалитети ове културе су:
- Обре II
- Околиште
- Бутмир
- Кисељак

## Насеља
Насеља ове културе су земуничког типа и надземна. Највише земуница је откривено у Бутмиру код Сарајева. Неке су имале огњишта у унутрашњости. У Обру II откопане су надземне куће, које су биле подигнуте у редовима. Пролази између њих су били 3 до 5 m. У средини се налазио трг. 

## Сахрањивање
У Обру II откривено је 11 скелета из 1. и 2. стамбеног хоризонта. Сахране су биле у оквиру насеља, без прилога, а скелети су дечји. 
Положај скелета је згрчен или опружен на леђима.

## Керамика
Керамика је веома декоративна и разноврсна. Дели се на 3 фазе:
(1) прву фазу карактерише фина керамика која се састоји од какањских, даниловских, црноглачаних и бутмирских елемената. Издвајају се лоптасте вазе, цилиндрчне вазе са извијеним ободом и крушколике вазе.
(2) у другој фази нестају какањски и далиловски елементи. Фина керамика се јавља у 3 врсте: 
1. црноглачана (биконичне шоље и зделе, заобљене шоље и зделе, вазе на нози),
2. спирално-тракаста (најзиразитија врста, јављају се лоптасте вазе, биконичне зделе и шоље, крушколике вазе. Мотиви су спиралоидни, тракасти, бела инкрустрација на великој површини) и
3. керамика хварско-лисичићког типа (заобљене зделе и шољеса ненаглашеним ободом, лоптасте вазе са прстенастом ногом).

(3) у трећој фази јавља се дегенерација бутмирског стила.
Пластика је нађена у Обру II и у Бутмиру. Откривена су 72 примера људских представа углавном реалистичних.